# Resolutie 2174 Veiligheidsraad Verenigde Naties
Resolutie 2174 van de Veiligheidsraad van de Verenigde Naties is op 27 augustus unaniem goedgekeurd door de VN-Veiligheidsraad. De resolutie riep de vechtende partijen in Libië op tot een wapenstilstand en het openen van een dialoog.

## Achtergrond
Op 15 februari 2011 braken in Libië – in navolging van andere Arabische landen – protesten uit tegen het autocratische regime van kolonel Moammar al-Qadhafi. Deze draaiden uit op een burgeroorlog tussen het regime en gewapende rebellengroepen, die zich gesteund wisten door het merendeel van de internationale gemeenschap, en die, met behulp van NAVO-bombardementen, de bovenhand haalden en een nieuwe regering opzetten. Vervolgens brak echter geweld uit tussen het nieuwe regeringsleger, verscheidene al dan niet door de overheid gesteunde milities, groepen die Qadhafi bleven steunen en islamitische groeperingen. In mei 2014 escaleerde dit geweld.

## Inhoud
Er werd nog steeds gevochten in Libië; vooral nabij de steden Tripoli en Benghazi. De Libische overheid had al opgeroepen tot een staakt-het-vuren en een dialoog, en de Veiligheidsraad deed nu hetzelfde. De overheid werd ook gevraagd alle partijen te betrekken bij het opstellen van de nieuwe grondwet.
Men was ook bezorgd om de stijgende aanwezigheid van aan Al Qaida gelieerde terreurbewegingen.
Alle landen werden opgeroepen nauwgezet toe te zien op het wapenembargo tegen Libië.

## Verwante resoluties
- Resolutie 2144 Veiligheidsraad Verenigde Naties
- Resolutie 2146 Veiligheidsraad Verenigde Naties
- Resolutie 2214 Veiligheidsraad Verenigde Naties (2015)
- Resolutie 2259 Veiligheidsraad Verenigde Naties (2015)

Lijst ·  2133 ·  2134 ·  2135 ·  2136 ·  2137 ·  2138 ·  2139 ·  2140 ·  2141 ·  2142 ·  2143 ·  2144 ·  2145 ·  2146 ·  2147 ·  2148 ·  2149 ·  2150 ·  2151 ·  2152 ·  2153 ·  2154 ·  2155 ·  2156 ·  2157 ·  2158 ·  2159 ·  2160 ·  2161 ·  2162 ·  2163 ·  2164 ·  2165 ·  2166 ·  2167 ·  2168 ·  2169 ·  2170 ·  2171 ·  2172 ·  2173 ·  2174 ·  2175 ·  2176 ·  2177 ·  2178 ·  2179 ·  2180 ·  2181 ·  2182 ·  2183 ·  2184 ·  2185 ·  2186 ·  2187 ·  2188 ·  2189 ·  2190 ·  2191 ·  2192 ·  2193 ·  2194 ·  2195